# 电台播放

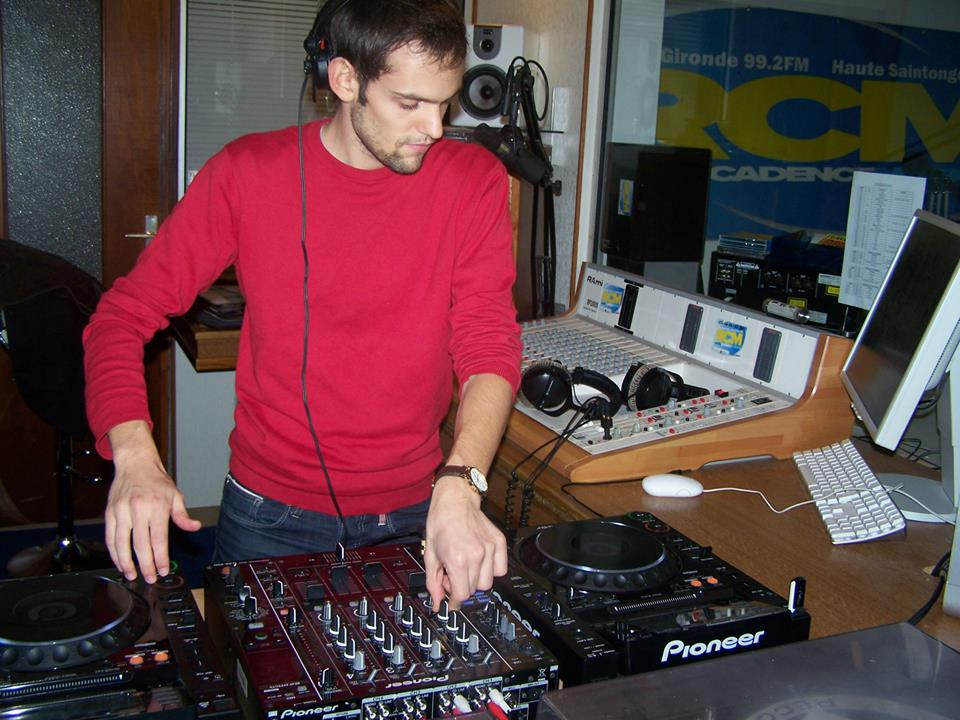
一名正在播放音乐的电台DJ

电台播放（英語：Airplay）是指通过广播电台播放歌曲的频率。如果一首歌曲每天被（循环）播放数次，那么其电台播放量会显著增加。